# Feyisa Lilesa
Feyisa Lilesa (1 de febrero de 1990) es un corredor de fondo etíope. Se convirtió en el hombre más joven en completar una maratón en menos de 2:06 horas cuando estableció su mejor marca personal de 2:05:23 en la maratón masculina en la Maratón de Róterdam de 2010. Su mejor marca personal es de 2:04:52 (en 2012), colocándolo entre los diez corredores de maratón más rápidos de la historia. Ganó el Maratón de Dublín de 2009 en su primera carrera y luego el Maratón Internacional de Xiamen en 2010. Fue medallista de bronce en el Campeonato Mundial de Atletismo de 2011 y obtuvo la medalla de plata en maratón en los Juegos Olímpicos de Río de Janeiro 2016. En noviembre de 2021, Feyisa Lilesa está en la línea del frente en Etiopía contra los rebeldes de Tigray.

## Carrera

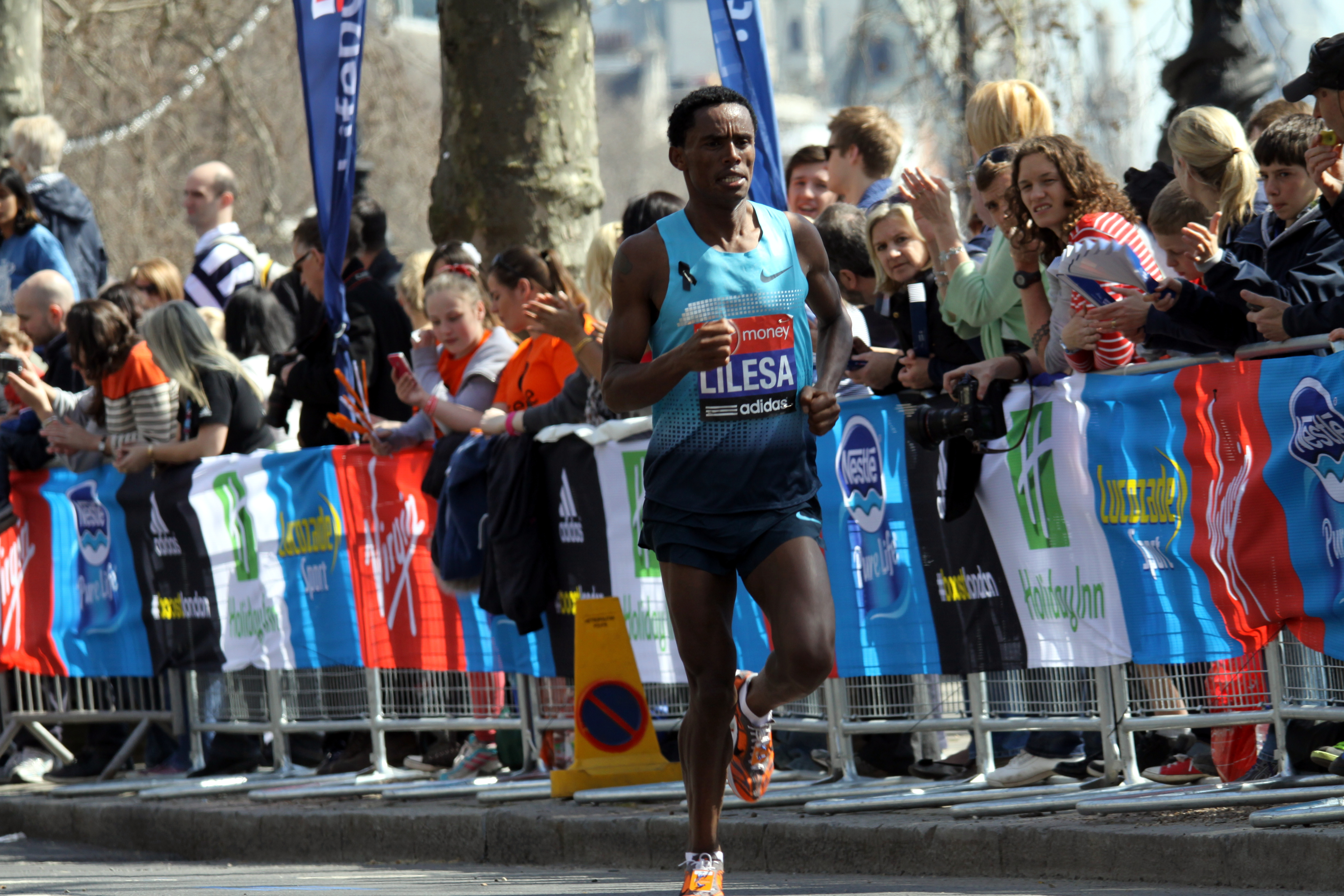
Feyisa Lilesa en la maratón de Londres de 2013.

Entró en la competencia internacional en 2008 y su primera competición importante fue el Campeonato Mundial de Cross de 2008 organizado por la Asociación Internacional de Federaciones de Atletismo (IAAF), obteniendo el 14.º puesto, ayudando al equipo etíope a obtener la medalla de plata. Particioó en la primera edición de la carrera mundial de 10 kilómetros en Bangalore, India, y llegó en quinto lugar con un tiempo de 28:35.
Participó en el Campeonato Mundeal de Cross de 2009 de la IAAF, llegando en el 12.º puesto y obteniendo una medalla de plata junto al equipo etíope. En el Crescent City Classic de ese mismo año en Nueva Orleans, Estados Unidos, terminó en la segunda posición. También en ese país participó en la media maratón de Virginia Beach, volviendo a finalizar en el segundo puesto. Hizo su debut en maratón en Dublín, Irlanda. Allí superó al dos veces ganador Alekséi Sokolov por un margen de un minuto y medio. Su tiempo fue de 2:09:12.
Mejoró aún más en la Maratón Internacional de Xiamen, China, en enero de 2010, rompiendo el récord de Samuel Muturi Mugo con un tiempo de 2:08:47 y ganando su primera victoria en una maratón importante. En la Maratón de Róterdam, terminó en el cuarto lugar con un tiempo de 2:05:23. Allí fue el tercer atleta etíope más rápido. En la maratón de Chicago de 2010, terminando en tercer lugar con un tiempo de 2:08:10, y en la Media Maratón de Nueva Delhi, India, finalizando el quinto lugar.
Formó parte del equipo etíope que ganó la medalla de plata en el Campeonato Mundeal de Cross de 2011 de la IAAF, donde terminó en el 17.º lugar. Corrió en el Maratón de Róterdam, donde terminó séptimo, con más de seis minutos de diferencia con el ganador. Él fue elegido para representar a Etiopía en el Campeonato Mundial de Atletismo de 2011 obteniendo la medalla de bronce en matarón con un tiempo de 2:10:32 horas.
En 2012 ganó la Media Maratón de Houston con un tiempo récord de 59:22 minutos. En la maratón de Ras Al Khaimah en Emiratos Árabes Unidos finalizó en el quinto lugar. Se quedó en el tercer lugar en la media maratón de Nueva York quedando por detrás de su compañero etíope Deriba Merga. En los 10 km de Bangalore volvió a perder el podio, cayendo al cuarto lugar en las últimas etapas. También participó en la Media Maratón de Bogotá quedando en el segundo lugar. Finalizó en segundo lugar en la maratón de Chicago de 2012 obteniendo su mejor marca personal de 2:04:52 horas. Retuvo su título en la media maratón de Houston en el inicio de 2013 y llegó en el cuarto lugar en la Media Maratón de Ras Al Khaima. También ganó el título nacional de fondo en la competición Jan Meda.
En los Juegos Olímpicos de 2016 en Brasil, obtuvo la medalla de plata en la maratón masculina. Al llegar a la línea de meta realizó un gesto de rechazo hacia el gobierno etíope. Tras ello declaró ante la prensa que al regresar a su país podía ser detenido o asesinado por su gobierno.

## Palmarés internacional
| Año  | Competición                     | Sitio                              | Posición          | Evento  | Tiempo  |
| ---- | ------------------------------- | ---------------------------------- | ----------------- | ------- | ------- |
| 2009 | Maratón de Dublín               | Dublín, Irlanda                    | Medalla de oro    | Maratón | 2:09:12 |
| 2010 | Maratón Internacional de Xiamen | Xiamen, República Popular de China | Medalla de oro    | Maratón | 2:08:47 |
| 2010 | Maratón de Róterdam             | Róterdam, Países Balos             | Medalla de plata  | Maratón | 2:05:23 |
| 2011 | Campeonato Mundial de Atletismo | Daegu, Corea del Sur               | Medalla de bronce | Maratón | 2:10:32 |
| 2012 | Maratón de Chicago              | Chicago, Estados Unidos            | Medalla de plata  | Maratón | 2:04:52 |
| 2016 | Maratón de Tokio                | Tokio, Japón                       | Medalla de oro    | Maratón | 2:06:56 |
| 2016 | Juegos Olímpicos                | Río de Janeiro, Brasil             | Medalla de plata  | Maratón | 2:09:54 |